# الف گیلسون
الف گیلسون (انگلیسی: Alf Gilson؛ 1881 – 2 مارس ۱۹۱۲ (۳۰−۳۱ سال)) بازیکن فوتبال اهل پادشاهی متحد بریتانیای کبیر و ایرلند بود.
از باشگاه‌هایی که در آن بازی کرده‌است می‌توان به باشگاه فوتبال لیتون اورینت، باشگاه فوتبال بریستول سیتی، باشگاه فوتبال استون ویلا، و باشگاه فوتبال برنتفورد اشاره کرد.